# Los Gavilanes (Arico)
Los Gavilanes es una de las entidades de población que conforman el municipio de Arico, en la provincia de Santa Cruz de Tenerife —Canarias, España—. 

## Geografía
Se halla situado en torno a la carretera TF-28 en la zona alta del municipio, a unos dos kilómetros del casco urbano de Villa de Arico. Alcanza una altitud media de 408 m s. n. m., aunque el núcleo urbano se halla a unos 500 m s. n. m.
Se encuentra dividido en los núcleos poblacionales de Los Gavilanes, Teguedite y Polegre.
Los Gavilanes cuenta con un centro cultural, una plaza pública, un parque infantil y una iglesia dedicada a san Isidro. Aquí se encuentra además el IES Arico y la bodega comarcal Cumbres de Abona.
En el territorio de la localidad se ubican algunas instalaciones de energías renovables fotovoltaicas y eólicas.

## Demografía
| Año        | 2000 | 2005 | 2010 | 2015 | 2020 |
| ---------- | ---- | ---- | ---- | ---- | ---- |
| Habitantes | 180  | 248  | 239  | 212  | 244  |

## Comunicaciones
Se accede al barrio principalmente a través de la carretera general del Sur TF-28.

### Transporte público
En autobús —guagua— queda conectado mediante las siguientes líneas de TITSA:
| Línea | Trayecto                                              | Recorrido     |
| ----- | ----------------------------------------------------- | ------------- |
| 034   | El Tablado - Granadilla de Abona (por Fasnia y Arico) | Horario/Línea |
| 035   | Güímar - Granadilla de Abona (por Fasnia y Arico)     | Horario/Línea |
| 036   | Güímar - Granadilla de Abona (por TF-1 y Los Roques)  | Horario/Línea |
| 039   | Güímar - Granadilla de Abona (por TF-1 y El Tablado)  | Horario/Línea |
| 430   | Granadilla - San Isidro - Villa de Arico - El Porís   | Horario/Línea |